# Beemer (Nebraska)
Beemer – wieś w Stanach Zjednoczonych, w stanie Nebraska, w hrabstwie Cuming.